# Чемпионат Польши по футболу 1926

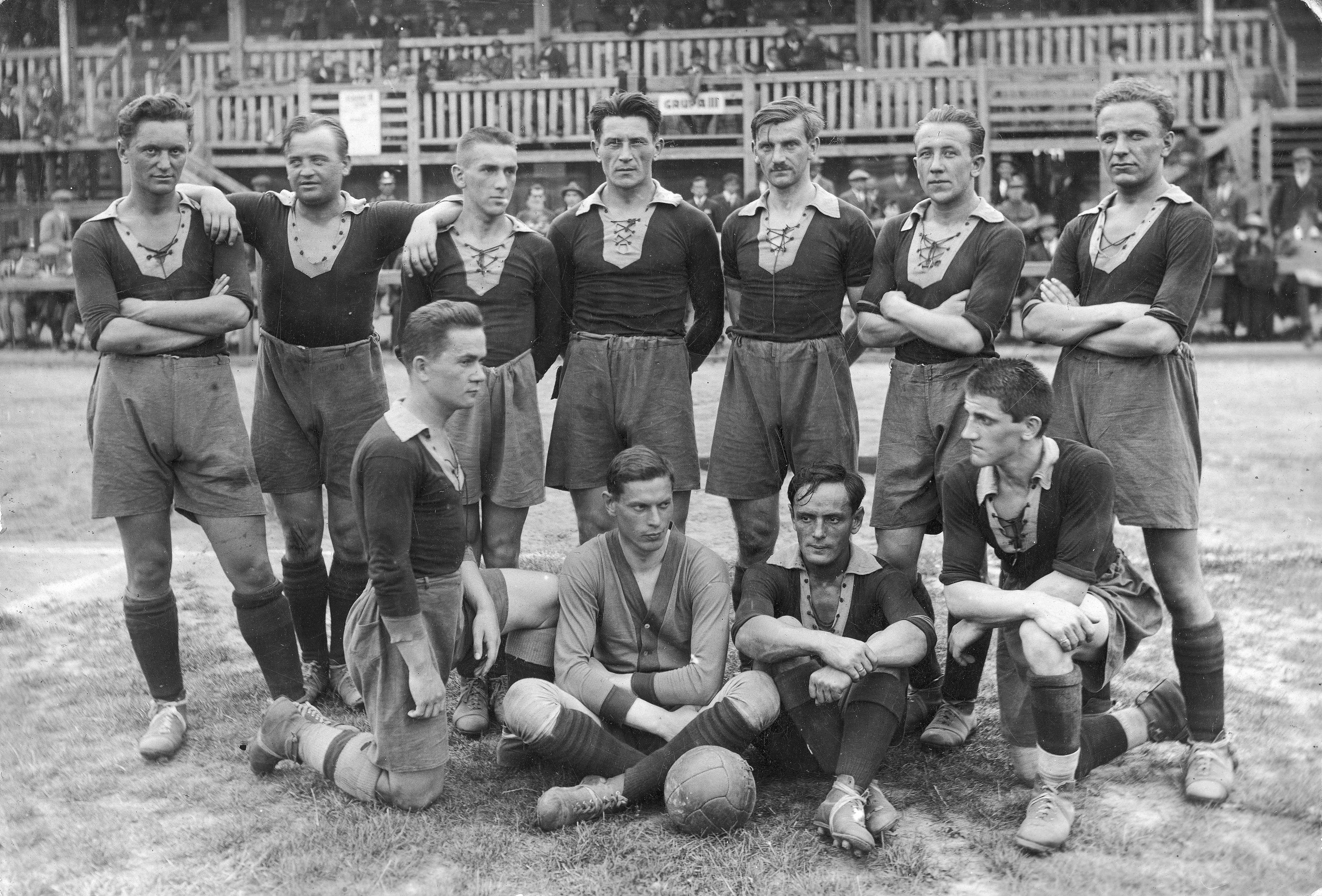
Погонь (Львов) — четырёхкратный чемпион Польши по футболу

Чемпионат Польши по футболу 1926 — пятый официальный розыгрыш Чемпионата Польши по футболу. Соревнования проходили в трёх региональных группах, победители которых встретились в финальной группе. Это последний не лиговый чемпионат в довоенной Польше (после войны в 1946 и 1947 годах игрались чемпионаты без образования лиги). Чемпионом Польши стал клуб Погонь (Львов).

## Информация
- Чемпион Польши: Погонь (Львов)
- Вице-чемпион: Полония (Варшава)

В чемпионате принимали участие победители окружных чемпионатов.

## Первый этап

### Северная группа
| М | Команда                                     | И | В | Н | П | Мячи   | ±   | О | Примечания               |
| - | ------------------------------------------- | - | - | - | - | ------ | --- | - | ------------------------ |
| 1 | Полония (Варшава)                           | 4 | 4 | 0 | 0 | 20 − 2 | +18 | 8 | Выход в финальную группу |
| 2 | ТКС (Торунь)                                | 4 | 2 | 0 | 2 | 15 − 8 | +7  | 4 |                          |
| 3 | Клуб 1-го пехотного полка Легионов (Вильно) | 4 | 0 | 0 | 4 | 2 − 27 | −25 | 0 |                          |

И — игры, В — выигрыши, Н — ничьи, П — проигрыши, Мячи — забитые и пропущенные голы, ± — разница голов, О — очки

### Южная группа
| М | Команда           | И | В | Н | П | Мячи   | ±   | О | Примечания               |
| - | ----------------- | - | - | - | - | ------ | --- | - | ------------------------ |
| 1 | Погонь (Львов)    | 4 | 4 | 0 | 0 | 24 − 2 | +22 | 8 | Выход в финальную группу |
| 2 | Краковия          | 4 | 2 | 0 | 2 | 23 − 7 | +16 | 4 |                          |
| 3 | Люблянка (Люблин) | 4 | 0 | 0 | 4 | 1 − 39 | −38 | 0 |                          |

И — игры, В — выигрыши, Н — ничьи, П — проигрыши, Мячи — забитые и пропущенные голы, ± — разница голов, О — очки

### Западная группа
| М | Команда               | И | В | Н | П | Мячи   | ±   | О | Примечания               |
| - | --------------------- | - | - | - | - | ------ | --- | - | ------------------------ |
| 1 | Варта (Познань)       | 4 | 4 | 0 | 0 | 18 − 4 | +14 | 8 | Выход в финальную группу |
| 2 | Клуб туристов (Лодзь) | 4 | 1 | 1 | 2 | 6 − 10 | −4  | 3 |                          |
| 3 | Рух                   | 4 | 0 | 1 | 3 | 4 − 14 | −10 | 1 |                          |

И — игры, В — выигрыши, Н — ничьи, П — проигрыши, Мячи — забитые и пропущенные голы, ± — разница голов, О — очки

## Финальная группа
| М | Команда           | И | В | Н | П | Мячи   | ±  | О | Примечания     |
| - | ----------------- | - | - | - | - | ------ | -- | - | -------------- |
| 1 | Погонь (Львов)    | 4 | 2 | 2 | 0 | 13 − 5 | +8 | 6 | Чемпион Польши |
| 2 | Полония (Варшава) | 4 | 1 | 1 | 2 | 9 − 8  | +1 | 3 |                |
| 3 | Варта (Познань)   | 4 | 1 | 1 | 2 | 7 − 16 | −9 | 3 |                |

И — игры, В — выигрыши, Н — ничьи, П — проигрыши, Мячи — забитые и пропущенные голы, ± — разница голов, О — очки

## Бомбардиры
|    | Имя           | Голы | Клуб           |
| 1. | Юзеф Гарбень  | 11   | Погонь (Львов) |
| 1. | Вацлав Кухар  | 11   | Погонь (Львов) |
| 3. | 4 футболистов | 7    |                |

## Состав чемпионов
Вратарь — Богуслав Ляхович; полевые игроки — Мечислав Бач, Станислав Дойчманн, Бронислав Фихтель, Юзеф Гарбень, Францишек Гебартовский, Кароль Ганке, Генрик Губель, Вацлав Кухар, Влодзимеж Лысык, Владислав Олеарчик, Людвик Шабакевич, Жигмонт Урих, Роман Визиковский. Тренер — Карл Фишер.